# Ледник Геблера
Ледни́к Ге́блера (Кату́нский ледни́к) — ледник на южном склоне Белухи, составная часть Катунских ледников, питает исток реки Катунь. Расположен в Усть-Коксинском районе Республики Алтай. Площадь ледника — 11,5 км², длина — 7,1 км.

## Название
Назван в честь Фридриха Августа фон Геблера, выдающегося естествоиспытателя, географа, член-корреспондента РАН.

## Физико-географическая характеристика
Состоит из двух основных потоков — восточного и центрального, разделённых хребтом Раздельный гребень. Ширина ледника после их соединения равна 480 метрам. Ниже по склону, на протяжении 1200 метров, расположена серия моренных отложений. Высота языка — 1960 метров над уровнем моря. Скорость течения льда в 500 метрах от языка составляет 30 м/год.